# 도메이 고속도로
도메이 고속도로는 일본 도쿄도 세타가야구의 도쿄 나들목부터 가나가와현, 시즈오카현을 경유하여 아이치현 고마키시에 있는 고마키 나들목간을 잇는 고속도로(고속 자동차 국도)이다. 법적 정식 노선명은 제1도카이 자동차도(일본어: 第一東海自動車道 다이치토카이지도샤도[*])이며, 아시아 고속도로 1호선을 구성한다.

## 개요
중일본 고속도로가 전 구간을 관리, 운영하며, 인접한 주오 자동차도, 메이신 고속도로, 신메이신 고속도로, 히가시메이한 자동차도, 니시메이한 자동차도와 함께 도쿄, 나고야, 오사카의 일본 3대 도시권을 연결하는 일본의 대동맥이다. 보통 메이신 고속도로와 같이 도메이신이라고 불린다.
도쿄 나들목에서 아쓰기 나들목 사이의 구간은 대도시 근교 구간으로 보통 구간에 비해서 통행 요금이 할증되는 구간이다. 도쿄 나들목, 요코하마 아오바 나들목, 스소노 나들목의 3개 나들목을 제외하고는 전부 트럼펫형 나들목 형태를 취하고 있다. 태풍이 오는 경우 파도의 영향으로 후지 나들목 - 시미즈 나들목 사이의 하행선이 자주 불통된다.
도쿄 나들목에서 고마키 나들목까지의 직선 거리는 248.4 km이지만 도메이 고속도로의 총 연장은 346.8 km로 노선 자체가 약간 우회하는 형태로 되어있다. 매년 10월, 2주 정도 도메이 집중 공사를 시행하고 있다.

## 경유지
- 도쿄도
  - 세타가야구
- 가나가와현
  - 가와사키시 다마구 - 가와사키 시 미야마에구 - 요코하마시 아오바구 - 요코하마 시 미도리구
- 도쿄 도
  - 마치다시 - 도 경계를 스쳐 지나가는 것으로, 도쿄 도를 알리는 안내물은 설치되어 있지 않다.
- 가나가와 현
  - 요코하마 시 세야구 - 야마토시 - 아야세시 - 에비나시 - 아쓰기시 - 이세하라시 - 하다노시 - 아시가라카미군 나카이정 - 아시가라카미 군 오이정 - 아시가라카미 군 마쓰다정 - 아시가라카미 군 야마키타정
- 시즈오카현
  - 슨토군 오야마정 - 고텐바시 - 스소노시 - 슨토 군 나가이즈미정 - 누마즈시 - 후지시 - 시즈오카시 시미즈구 - 시즈오카 시 아오이구 - 시즈오카 시 스루가구 - 야이즈시 - 후지에다시 - 야이즈 시 - 시마다시 - 하이바라군 요시다정 - 시마다 시 - 하이바라 군 요시다 정 - 마키노하라시 - 기쿠가와시 - 가케가와시 - 후쿠로이시 - 이와타시 - 하마마쓰시 히가시구 - 하마마쓰 시 기타구 - 하마마쓰 시 나카구 - 하마마쓰 시 니시구 - 하마마쓰 시 기타 구
- 아이치현
  - 신시로시 - 도요하시시 - 도요카와시 - 오카자키시 - 도요타시 - 미요시시 - 닛신시 - 아이치군 나가쿠테정 - 나고야시 메이토구 - 나고야 시 모리야마구 - 오와리아사히시 - 나고야 시 모리야마 구 - 가스가이시 - 고마키시

## 주요 시설
| 나들목 번호                  | 시설 이름                         | 일본어 이름                  | 거리 (km)                             | 접속 노선                                                                          | 소재지                       | 소재지                       | 소재지                       |
| 수도고속도로 3호선 시부야 선 | 수도고속도로 3호선 시부야 선      | 수도고속도로 3호선 시부야 선 | 수도고속도로 3호선 시부야 선          | 수도고속도로 3호선 시부야 선                                                       | 수도고속도로 3호선 시부야 선 | 수도고속도로 3호선 시부야 선 | 수도고속도로 3호선 시부야 선 |
| ---------------------------- | --------------------------------- | ---------------------------- | ------------------------------------- | ---------------------------------------------------------------------------------- | ---------------------------- | ---------------------------- | ---------------------------- |
| 1                            | 도쿄 나들목                       | 東京IC                       | 0.0                                   | 311번 도쿄도도                                                                     | 도쿄도                       | 세타가야구                   | 세타가야구                   |
| -                            | 도쿄 요금소/무카이가오카 BS       | 東京TB/向ヶ丘BS              | 6.7                                   |                                                                                    | 가나가와현                   | 가와사키시                   | 가와사키시                   |
| 3                            | 도메이카와사키 나들목             | 東名川崎IC                   | 7.6                                   | 노가와스가오 선                                                                    | 가나가와현                   | 가와사키시                   | 가와사키시                   |
| -                            | 에다 BS                           | 江田BS                       | 10.5                                  |                                                                                    | 가나가와현                   | 요코하마시                   | 요코하마시                   |
| 3-1                          | 요코하마아오바 나들목             | 横浜青葉IC                   | 13.3                                  | 246번 국도                                                                         | 가나가와현                   | 요코하마시                   | 요코하마시                   |
| -                            | 고호쿠 휴게소                     | 港北PA                       | 나고야 방면 : 14.1 도쿄 방면 : 14.8   |                                                                                    | 가나가와현                   | 요코하마시                   | 요코하마시                   |
| 4                            | 요코하마마치다 나들목             | 横浜町田IC                   | 19.7                                  | 16번 국도 야마토 바이패스 / 호도가야 바이패스                                      | 가나가와현                   | 요코하마시                   | 요코하마시                   |
| -                            | 야마토 BS                         | 大和BS                       | 24.0                                  |                                                                                    | 가나가와현                   | 야마토시                     | 야마토시                     |
| -                            | 아야세 BS                         | 綾瀬BS/SIC                   | 28.8                                  |                                                                                    | 가나가와현                   | 아야세시                     | 아야세시                     |
| -                            | 에비나 휴게소                     | 海老名SA                     | 31.3                                  |                                                                                    | 가나가와현                   | 에비나시                     | 에비나시                     |
| 4-1                          | 에비나 분기점                     | 海老名JCT                    | 33.9                                  | 수도권 주오연락 자동차도                                                           | 가나가와현                   | 에비나시                     | 에비나시                     |
| 5                            | 아쓰기 나들목                     | 厚木IC                       | 35.0                                  | 129번 국도 오다와라 아쓰기 도로                                                    | 가나가와현                   | 아쓰기시                     | 아쓰기시                     |
| -                            | 아쓰기 BS                         | 厚木BS                       | 36.7                                  |                                                                                    | 가나가와현                   | 아쓰기시                     | 아쓰기시                     |
| -                            | 이세하라 BS                       | 伊勢原BS                     | 41.7                                  |                                                                                    | 가나가와현                   | 이세하라시                   | 이세하라시                   |
| 5-1                          | 하다노나카이 나들목/하다노 BS     | 秦野中井IC/秦野BS            | 50.1                                  | 71번 가나가와현도                                                                  | 가나가와현                   | 하다노시                     | 하다노시                     |
| -                            | 나카이 휴게소                     | 中井PA                       | 53.6                                  |                                                                                    | 가나가와현                   | 아시가라시모군               | 나카이정                     |
| -                            | 오이 BS                           | 大井BS                       | 57.1                                  |                                                                                    | 가나가와현                   | 아시가라시모군               | 오이정                       |
| 6                            | 오이마쓰다 나들목                 | 大井松田IC                   | 57.9                                  | 255번 국도 78번 시즈오카현도·가나가와현도                                          | 가나가와현                   | 아시가라시모군               | 오이정                       |
| -                            | 마쓰다 BS                         | 松田BS                       | 60.2                                  |                                                                                    | 가나가와현                   | 아시가라시모군               | 마쓰다정                     |
| -                            | 야마키타 BS                       | 山北BS                       | 63.6                                  |                                                                                    | 가나가와현                   | 아시가라시모군               | 야마키타정                   |
| -                            | 아유자와 휴게소                   | 鮎沢PA                       | 나고야 방면 : 71.9 도쿄 방면 : 72.5   |                                                                                    | 가나가와현                   | 아시가라시모군               | 야마키타정                   |
| -                            | 오야마 BS                         | 小山BS                       | 75.5                                  |                                                                                    | 시즈오카현                   | 슨토군                       | 오야마정                     |
| -                            | 아시가라 BS                       | 足柄BS                       | 79.2                                  |                                                                                    | 시즈오카현                   | 슨토군                       | 오야마정                     |
| -                            | 아시가라 휴게소                   | 足柄SA                       | 80.9                                  |                                                                                    | 시즈오카현                   | 슨토군                       | 오야마정                     |
| 7                            | 고텐바 나들목 제2출입구           | 御殿場IC第二出入口           | 83.9                                  | 138번 국도 (고텐바 바이패스)                                                       | 시즈오카현                   | 고텐바시                     | 고텐바시                     |
| 7                            | 고텐바 나들목 제1출입구 고텐바 BS | 御殿場IC第一出入口 御殿場BS  | 83.9                                  | 401번 시즈오카현도·736번 가나가와현도                                              | 시즈오카현                   | 고텐바시                     | 고텐바시                     |
| 7-1                          | 고텐바 분기점                     | 御殿場JCT                    | 88.3                                  | 신토메이 고속도로                                                                  | 시즈오카현                   | 고텐바시                     | 고텐바시                     |
| -                            | 고마카도 휴게소                   | 駒門PA                       | 나고야 방면 : 89.9 도쿄 방면 : 90.0   |                                                                                    | 시즈오카현                   | 고텐바시                     | 고텐바시                     |
| 7-2                          | 스소노 나들목                     | 裾野IC                       | 93.8                                  | 82번 시즈오카현도                                                                  | 시즈오카현                   | 스소노시                     | 스소노시                     |
| -                            | 스소노 BS                         | 裾野BS                       | 95.5                                  |                                                                                    | 시즈오카현                   | 스소노시                     | 스소노시                     |
| 8                            | 누마즈 나들목                     | 沼津IC                       | 103.3                                 | 이즈주칸 자동차도 83번 시즈오카현도 405번 시즈오카현도                             | 시즈오카현                   | 누마즈시                     | 누마즈시                     |
| -                            | 아시타카 휴게소                   | 足鷹PA                       | 105.9                                 |                                                                                    | 시즈오카현                   | 누마즈시                     | 누마즈시                     |
| -                            | 하라 BS                           | 原BS                         | 112.2                                 |                                                                                    | 시즈오카현                   | 누마즈시                     | 누마즈시                     |
| -                            | 나카자토 BS                       | 中里BS                       | 115.7                                 |                                                                                    | 시즈오카현                   | 후지시                       | 후지시                       |
| 9                            | 후지 나들목                       | 富士IC                       | 121.5                                 | 139번 국도 (니시후지 도로)                                                         | 시즈오카현                   | 후지시                       | 후지시                       |
| -                            | 마쓰오카 BS                       | 松岡BS                       | 125.0                                 |                                                                                    | 시즈오카현                   | 후지시                       | 후지시                       |
| 9-1                          | 후지카와 휴게소/SIC               | 富士川SA/SIC                 | 127.5                                 |                                                                                    | 시즈오카현                   | 후지시                       | 후지시                       |
| -                            | 간바라 BS                         | 蒲原BS                       | 133.1                                 |                                                                                    | 시즈오카현                   | 시즈오카시                   | 시즈오카시                   |
| -                            | 유이 휴게소                       | 由比PA                       | 나고야 방면 : 138.6 도쿄 방면 : 139.7 |                                                                                    | 시즈오카현                   | 시즈오카시                   | 시즈오카시                   |
| -                            | 오쓰키 BS                         | 興津BS                       | 142.5                                 |                                                                                    | 시즈오카현                   | 시즈오카시                   | 시즈오카시                   |
| 9-2                          | 시미즈 분기점                     | 清水JCT                      | 146.4                                 | 신토메이 고속도로                                                                  | 시즈오카현                   | 시즈오카시                   | 시즈오카시                   |
| 10                           | 시미즈 나들목                     | 清水IC                       | 147.8                                 | 국도 제1호선 (세이신 바이패스)                                                     | 시즈오카현                   | 시즈오카시                   | 시즈오카시                   |
| -                            | 니혼다이라 휴게소                 | 日本平PA                     | 155.8                                 |                                                                                    | 시즈오카현                   | 시즈오카시                   | 시즈오카시                   |
| 11                           | 시즈오카 나들목                   | 静岡IC                       | 161.8                                 | 84번 시즈오카현도                                                                  | 시즈오카현                   | 시즈오카시                   | 시즈오카시                   |
| -                            | 니혼자카 휴게소                   | 日本坂PA                     | 도쿄 방면 : 171.5 나고야 방면 : 171.6 |                                                                                    | 시즈오카현                   | 야이즈시                     | 야이즈시                     |
| 12                           | 야이즈 나들목                     | 焼津IC                       | 173.6                                 | 81번 시즈오카현도                                                                  | 시즈오카현                   | 야이즈시                     | 야이즈시                     |
| -                            | 야이즈니시 BS                     | 焼津西BS                     | 176.1                                 |                                                                                    | 시즈오카현                   | 야이즈시                     | 야이즈시                     |
| -                            | 오이가와 BS                       | 大井川BS                     | 181.0                                 |                                                                                    | 시즈오카현                   | 야이즈시                     | 야이즈시                     |
| 13                           | 요시다 나들목                     | 吉田IC                       | 185.6                                 | 34번 시즈오카현도                                                                  | 시즈오카현                   | 하이바라군                   | 요시다정                     |
| -                            | 마키노하라 휴게소/마키노하라 BS   | 牧の原SA/牧の原BS            | 194.5                                 |                                                                                    | 시즈오카현                   | 마키노하라시                 | 마키노하라시                 |
| 13-1                         | 사가라마키노하라 나들목           | 相良牧之原IC                 | 197.0                                 | 국도 제473호선 가나야 오마에자키 연락도로 (가나야 · 사가라 도로 / 사가라 바이패스) | 시즈오카현                   | 마키노하라시                 | 마키노하라시                 |
| 14                           | 기쿠가와 나들목                   | 菊川IC                       | 201.8                                 | 37번 시즈오카현도                                                                  | 시즈오카현                   | 기쿠가와시                   | 기쿠가와시                   |
| 14-1                         | 가케가와 나들목                   | 掛川IC                       | 207.8                                 |                                                                                    | 시즈오카현                   | 가케가와시                   | 가케가와시                   |
| -                            | 오가사 휴게소                     | 小笠PA                       | 209.7                                 |                                                                                    | 시즈오카현                   | 가케가와시                   | 가케가와시                   |
| -                            | 오카쓰 BS                         | 岡津BS                       | 212.9                                 |                                                                                    | 시즈오카현                   | 가케가와시                   | 가케가와시                   |
| 15                           | 후쿠로이 나들목                   | 袋井IC                       | 219.4                                 | 61번 시즈오카현도                                                                  | 시즈오카현                   | 후쿠로이시                   | 후쿠로이시                   |
| 15-1                         | 이와타 나들목                     | 磐田IC                       | 223.3                                 | 86번 시즈오카현도 283번 시즈오카현도                                               | 시즈오카현                   | 이와타시                     | 이와타시                     |
| 15-2                         | 엔슈토요타 휴게소/SIC             | 遠州豊田PA/SIC               | 225.2                                 |                                                                                    | 시즈오카현                   | 이와타시                     | 이와타시                     |
| -                            | 이와타 BS                         | 磐田BS                       | 226.2                                 |                                                                                    | 시즈오카현                   | 이와타시                     | 이와타시                     |
| 16                           | 하마마쓰 나들목                   | 浜松IC                       | 230.0                                 | 65번 시즈오카현도                                                                  | 시즈오카현                   | 하마마쓰시                   | 하마마쓰시                   |
| -                            | 하마마쓰키타 BS                   | 浜松北BS                     | 233.5                                 |                                                                                    | 시즈오카현                   | 하마마쓰시                   | 하마마쓰시                   |
| -                            | 미카타가하라 휴게소               | 三方原PA                     | 234.9                                 |                                                                                    | 시즈오카현                   | 하마마쓰시                   | 하마마쓰시                   |
| 16-1                         | 하마마쓰니시 나들목               | 浜松西IC                     | 240.5                                 | 65번 시즈오카현도                                                                  | 시즈오카현                   | 하마마쓰시                   | 하마마쓰시                   |
| -                            | 간잔지 BS                         | 舘山寺BS                     | 244.7                                 |                                                                                    | 시즈오카현                   | 하마마쓰시                   | 하마마쓰시                   |
| -                            | 하마나코 휴게소                   | 浜名湖SA                     | 247.9                                 |                                                                                    | 시즈오카현                   | 하마마쓰시                   | 하마마쓰시                   |
| 17                           | 밋카비 나들목                     | 三ヶ日IC                     | 251.1                                 | 85번 시즈오카현도 445번 아이치현도·308번 시즈오카현도                              | 시즈오카현                   | 하마마쓰시                   | 하마마쓰시                   |
| -                            | 밋카비 BS                         | 三ヶ日BS                     | 255.0                                 |                                                                                    | 시즈오카현                   | 하마마쓰시                   | 하마마쓰시                   |
| 17-1                         | 밋카비 분기점                     | 三ヶ日JCT                    | 255.8                                 | 신토메이 고속도로 산엔이세 연락도로                                                | 시즈오카현                   | 하마마쓰시                   | 하마마쓰시                   |
| -                            | 신시로 휴게소                     | 新城PA                       | 261.1                                 |                                                                                    | 아이치현                     | 신시로시                     | 신시로시                     |
| -                            | 도요하시키타 BS                   | 豊橋北BS                     | 262.3                                 |                                                                                    | 아이치현                     | 도요하시시                   | 도요하시시                   |
| 18                           | 도요카와 나들목                   | 豊川IC                       | 269.0                                 | 국도 제151호선                                                                     | 아이치현                     | 도요카와시                   | 도요카와시                   |
| -                            | 아카쓰카 휴게소                   | 赤塚PA                       | 274.0                                 |                                                                                    | 아이치현                     | 도요카와시                   | 도요카와시                   |
| -                            | 오토와 BS                         | 音羽BS                       | 279.1                                 |                                                                                    | 아이치현                     | 도요카와시                   | 도요카와시                   |
| 18-1                         | 오토와가마고리 나들목             | 音羽蒲郡IC                   | 280.2                                 | 국도 제1호선 오토와가마고리 유료도로                                               | 아이치현                     | 도요카와시                   | 도요카와시                   |
| -                            | 모토주쿠 BS                       | 本宿BS                       | 285.4                                 |                                                                                    | 아이치현                     | 오카자키시                   | 오카자키시                   |
| -                            | 미아이 휴게소                     | 美合PA                       | 289.7                                 |                                                                                    | 아이치현                     | 오카자키시                   | 오카자키시                   |
| 19                           | 오카자키 나들목                   | 岡崎IC                       | 293.4                                 | 1번 국도                                                                           | 아이치현                     | 오카자키시                   | 오카자키시                   |
| -                            | 이와쓰 BS                         | 岩津BS                       | 301.5                                 |                                                                                    | 아이치현                     | 오카자키시                   | 오카자키시                   |
| 19-1                         | 도요타 분기점                     | 豊田JCT                      | 304.1                                 | 이세완간 자동차도                                                                  | 아이치현                     | 도요타시                     | 도요타시                     |
| -                            | 가미고 휴게소                     | 上郷SA                       | 305.8                                 |                                                                                    | 아이치현                     | 도요타시                     | 도요타시                     |
| 20                           | 도요타 나들목                     | 豊田IC                       | 310.8                                 | 76번 아이치현도 국도 제155호선 (도요타미나미 바이패스)                             | 아이치현                     | 도요타시                     | 도요타시                     |
| 20-1                         | 도메이미요시 나들목/미요시 BS     | 東名三好IC/三好BS            | 315.8                                 | 54번 아이치현도                                                                    | 아이치현                     | 미요시시                     | 미요시시                     |
| -                            | 도고 휴게소                       | 東郷PA                       | 318.1                                 |                                                                                    | 아이치현                     | 닛신시                       | 닛신시                       |
| -                            | 닛신 BS                           | 日進BS                       | 319.3                                 |                                                                                    | 아이치현                     | 닛신시                       | 닛신시                       |
| 20-2                         | 닛신 분기점                       | 日進JCT                      | 322.3                                 | 나고야세토 도로                                                                    | 아이치현                     | 닛신시                       | 닛신시                       |
| 21                           | 나고야 나들목                     | 名古屋IC                     | 325.5                                 | 나고야 제2환상 자동차도 지선 60번 아이치현도                                       | 아이치현                     | 나고야시                     | 나고야시                     |
| -                            | 아사히 BS                         | 旭BS                         | 329.5                                 |                                                                                    | 아이치현                     | 오와리아사히시               | 오와리아사히시               |
| -                            | 모리야마 휴게소                   | 守山PA                       | 333.6                                 |                                                                                    | 아이치현                     | 나고야 시                    | 나고야 시                    |
| 22                           | 가스가이 나들목                   | 春日井IC                     | 337.6                                 | 19번 국도 (가스가이 바이패스)                                                      | 아이치현                     | 가스가이시                   | 가스가이시                   |
| 23                           | 고마키 분기점                     | 小牧JCT                      | 339.8                                 | 주오 자동차도                                                                      | 아이치현                     | 고마키시                     | 고마키시                     |
| 24                           | 고마키 나들목                     | 小牧IC                       | 346.7                                 | 41번 국도 (메이노 바이패스) 나고야 고속도로 11호 고마키 선                         | 아이치현                     | 고마키시                     | 고마키시                     |
| 메이신 고속도로              |                                   |                              |                                       |                                                                                    |                              |                              |                              |

## 주요 접속 도로
- 수도고속도로 3호 시부야 선 (도쿄 나들목 직결)
- 호도가야 바이패스 (요코하마마치다 나들목 접속)
- 수도권 중앙 연락 자동차도 (에비나 분기점 접속)
- 신토메이 고속도로
- 이즈 종관 자동차도 (히가시스루가 만 환상 도로) (누마즈 나들목 접속)
- 니시후지 도로 (후지 나들목 접속)
- 이세 만안 자동차도 (도요타 분기점 접속)
- 나고야 세토 도로 (닛신 분기점 접속)
- 히가시메이한 자동차도 (나고야 나들목 접속)
- 주오 자동차도 (고마키 분기점 접속)
- 나고야 고속도로 11호 고마키 선 (고마키 나들목 접속)
- 메이신 고속도로 (고마키 나들목 직결)

## 사건 사고
- 도메이 고속도로 음주 운전 사고 (1999년)

## 같이 보기
- 신토메이 고속도로
- 아시안 하이웨이
- 중일본 고속도로
- 일본의 고속도로

### 내용주
1. ↑  일본어: 東名高速道路 도메이코소쿠도로[*]

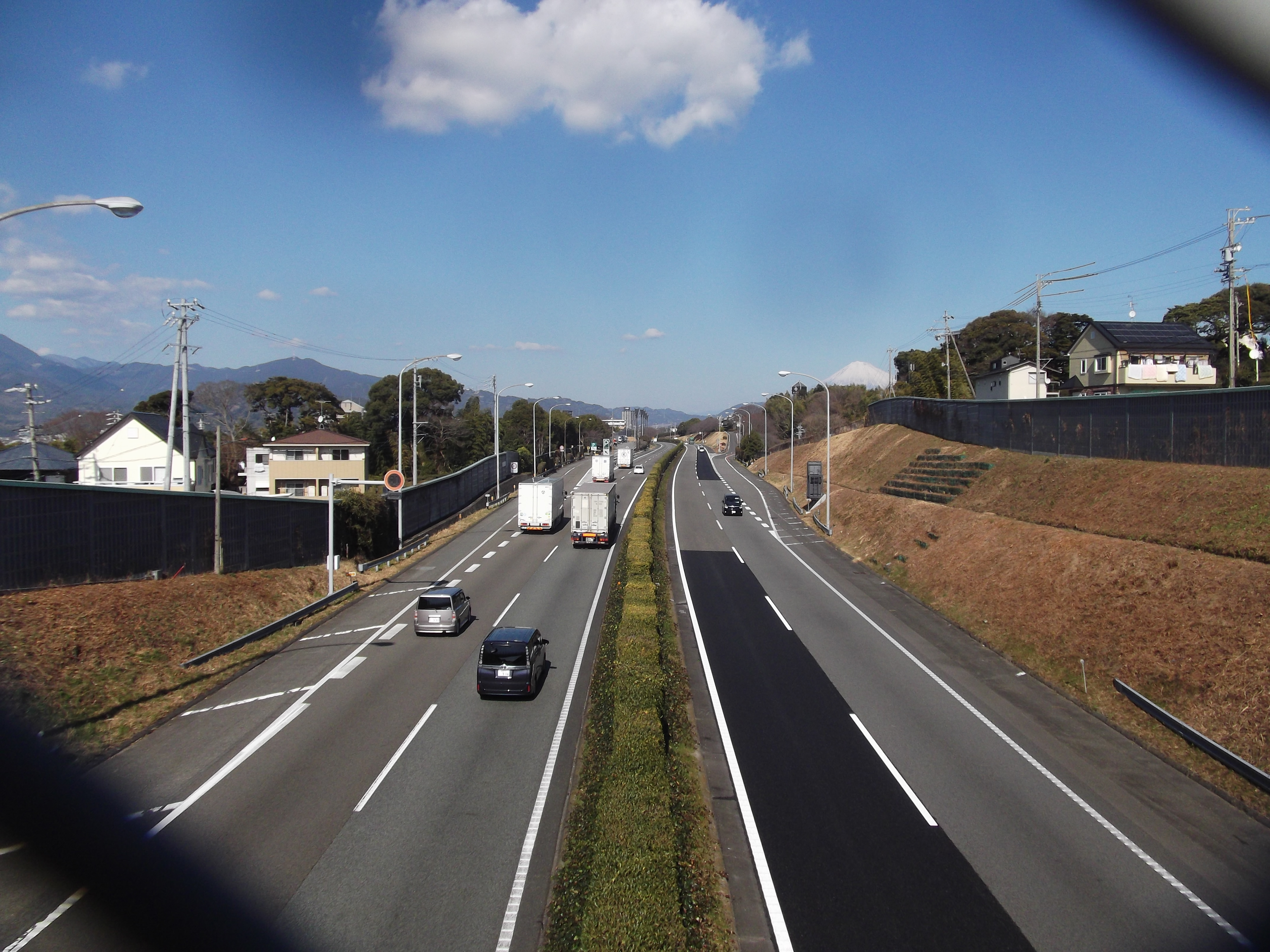
니혼다이라 휴게소 부근의 상공에서 바라본 도메이 고속도로의 모습

한국 한자음: 동명고속도로
영어: Tōmei Expressway

### 참조주
1. ↑  距離測定:キョリ測（ベータ）